# Ionosonde

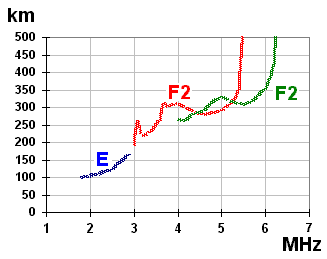
Biểu đồ ion điển hình cho thấy tần số tới hạn tầng F2 (foF2) khoảng 5,45 MHz.

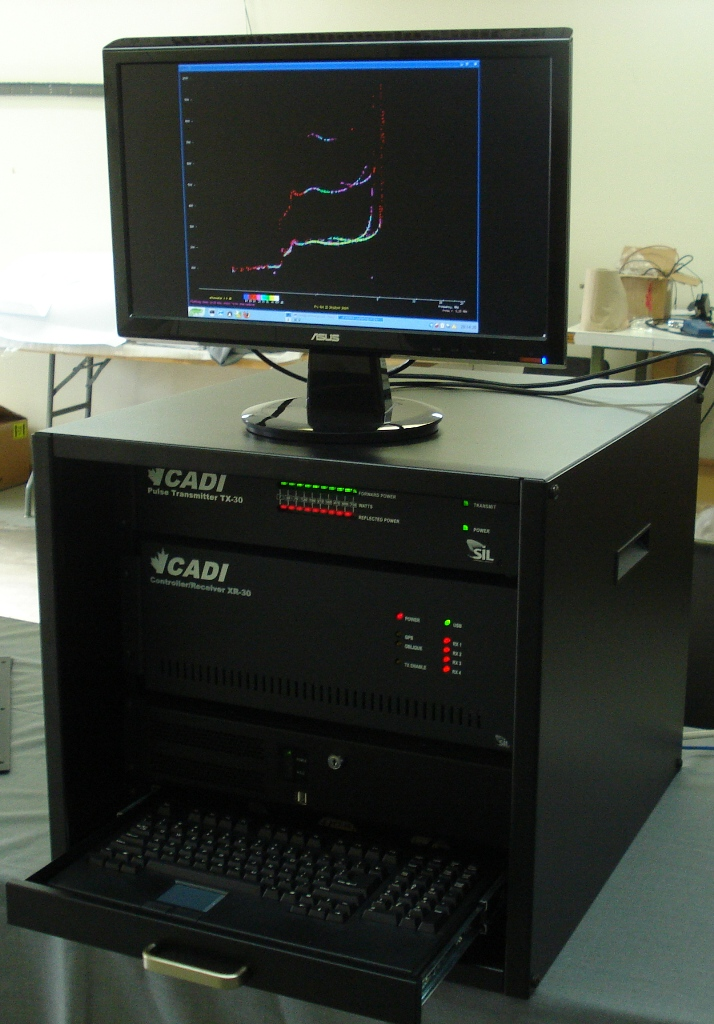
Một ví dụ về hệ thống ionosonde hiển thị biểu đồ ion

Một ionosonde, hay chirpsounder, là một radar đặc biệt để kiểm tra tầng điện ly. Công nghệ ionosonde cơ bản được phát minh vào năm 1925 bởi Gregory Breit và Merle A. Tuve  và được phát triển thêm vào cuối những năm 1920 bởi một số nhà vật lý nổi tiếng, bao gồm Edward Victor Appleton. Xuất phát từ thuật ngữ tầng điện ly và do đó, từ nguyên của các dẫn xuất của nó, được đề xuất bởi Robert Watson-Watt.

## Các thành phần
Một ionosonde bao gồm:
- Một máy phát vô tuyến tần số cao (HF), tự động điều chỉnh trên một phạm vi rộng. Thông thường, vùng phủ sóng tần số là 0,5 MHz hoặc 1-40 MHz, mặc dù các lần quét thông thường được giới hạn ở mức xấp xỉ 1.6.   MHz.
- Một máy thu HF theo dõi có thể tự động theo dõi tần số của máy phát.
- Một ăng-ten với một mẫu bức xạ phù hợp, truyền tốt theo chiều dọc lên trên và có hiệu quả trên toàn bộ dải tần được sử dụng.
- Điều khiển kỹ thuật số và mạch phân tích dữ liệu.

Máy phát quét tất cả hoặc một phần của dải tần số HF, truyền các xung ngắn. Các xung này được phản xạ ở các tầng khác nhau của tầng điện ly, ở độ cao 100–400 km và tiếng vang của chúng được thu bởi người nhận và được phân tích bởi hệ thống điều khiển. Kết quả được hiển thị dưới dạng ionogram, biểu đồ về chiều cao phản xạ (thực tế là thời gian giữa truyền và nhận xung) chống lại sóng tải.
Một ionosonde được sử dụng để tìm tần số hoạt động tối ưu cho các chương trình phát sóng hoặc liên lạc hai chiều trong dải tần số cao.

## Ionogram
Một ionogram là một màn hình hiển thị các dữ liệu được tạo ra bởi một ionosonde. Nó là một biểu đồ về chiều cao ảo của tầng điện ly được vẽ theo tần số. Ionogram thường được chuyển đổi thành hồ sơ khối lượng riêng electron. Dữ liệu từ các biểu đồ ion có thể được sử dụng để đo lường sự thay đổi trong tầng điện ly của Trái đất do các sự kiện thời tiết không gian.

## Máy phát chirp
Một máy phát chirp là một máy phát vô tuyến sóng ngắn quét phổ vô tuyến HF theo lịch trình thường xuyên. Nếu một người đang theo dõi một tần số cụ thể, thì sẽ nghe thấy tiếng chirp (ở chế độ CW hoặc SSB) khi tín hiệu đi qua. Ngoài việc sử dụng chúng trong việc thăm dò các đặc tính tầng điện ly, những máy phát này còn được sử dụng cho các hệ thống radar trên đường chân trời.
Một phân tích về các máy phát hiện tại đã được thực hiện bằng công nghệ SDR. Để nhận dạng tốt hơn các máy phát chirp, ký hiệu sau được sử dụng: <tốc độ lặp lại (s)>: <thời gian bù chirp (s)>, trong đó tốc độ lặp lại là thời gian giữa hai lần quét tính bằng giây và thời gian bù chirp là thời gian của lần quét đầu tiên từ 0 MHz sau một giờ đầy đủ tính bằng giây. Nếu tần số ban đầu lớn hơn 0 MHz, thời gian bù có thể được ngoại suy tuyến tính thành 0 MHz.